# Pozemšťanky jsou lehce k mání
Pozemšťanky jsou lehce k mání (v anglickém originále Earth Girls are Easy) je americký hudebně komediální film z roku 1988, v režii Juliena Templeho. V hlavních rolích účinkují Geena Davis, Jeff Goldblum a Jim Carrey, v dalších rolích se představují Damon Wayans nebo Larry Linville.

## Děj
Film vypráví o mimozemšťanech, kteří jednoho dne ztroskotají na planetě Zemi. Manikérka z Kalifornie, Valerie (Geena Davis), si má brát doktora Teda Gallaghera (Charles Rocket), ten se však spíše než o nastávající ženu zajímá o svůj mladý dívčí lékařský tým. Valerie se marně snaží o nápravu vztahu, když v tu jí do jejího bazénu přistane mimozemská loď se třemi pasažéry (Jeff Goldblum, Jim Carrey, Damon Wayans). Z chlupatých stvoření se jí za pomoci své šéfové (Julie Brown) povede udělat pohledné mladé muže. Těm se za své působení na Zemi povede udělat několik malérů a pozdvižení. Jakmile Ted zjistí původ těchto tří mládenců, snaží se na nich získat si slávu a popularitu.

## Ocenění
Tento film obdržel nominaci za nejlepší film na filmovém festivalu Fantasporto v Portu. Oliver Stapleton obdržel nominaci za nejlepší kameru při udělování cen FINDIE, kterou udělují nezávislí filmaři.
Angelyne obdržela nominaci za nejhorší vedlejší ženský herecký výkon v anketě Zlatá malina, přestože byla na scéně zhruba 2 minuty.

## Obsazení
- Geena Davis – Valerie
- Jeff Goldblum – Mac
- Jim Carrey – Wiploc
- Damon Wayans – Zeebo
- Julie Brown – Candy
- Michael McKean – Woody
- Charles Rocket – Ted
- Larry Linville – Dr. Bob
- Rick Overton – Dr. Rick
- Angelyne – sebe